# Durch Wüste und Wildnis (Roman)
Durch Wüste und Wildnis (polnisch: W pustyni i w puszczy) ist ein Abenteuerroman des polnischen Schriftstellers und Nobelpreisträgers Henryk Sienkiewicz.

## Handlung
Der Sudan während des Aufstandes gegen die Engländer: Staś Tarkowski und Nel Rawlison, Kinder eines Polen und eines Engländers, die als Ingenieure am Suez-Kanal arbeiten, werden von Aufständischen entführt. Die Kinder können aus der Gefangenschaft fliehen. Sie durchqueren, in Begleitung der Afrikaner Kali und Mea, die afrikanische Wüste. Schließlich treffen sie ihre Väter wieder.

## Veröffentlichung
1910 und 1911 erschien W pustyni i w puszczy in Fortsetzungen im Kurier Warszawski (Warschauer Kurier). Sienkiewicz griff für sein Werk auf eigene Erfahrungen auf einer Afrikareise zurück.

## Verfilmungen
Der Roman wurde bisher zweimal verfilmt:
1973 erschien der zweiteilige Spielfilm Durch Wüste und Dschungel unter der Regie von Władysław Ślesicki, aus dem 1974 auch eine vierteilige Miniserie geschnitten wurde. Er zählt in Polen zu den erfolgreichsten polnischen Filmen.
2001 entstand eine Neuverfilmung mit dem Titel Durch Wüste und Wildnis unter der Regie von Gavin Hood.